# Abdellah Tourabi
Pour l’article homonyme, voir Hassan al-Tourabi.
Abdellah Tourabi, né en 1975 à Casablanca,  est un journaliste, chroniqueur et spécialiste de l'Islam politique au Maroc.

## Biographie
Abdellah Tourabi naît en 1975 dans le quartier populaire Hay Mohammadi de Casablanca, d'un père magasinier au port de la ville et d'une mère femme au foyer, dans une fratrie de neuf enfants. Il suit un enseignement public primaire et secondaire sans y porter un grand intérêt, puis entre à la Faculté des sciences juridiques, économiques et sociales de Casablanca (université Hassan-II). Il part en France pour poursuivre ses études à l'Institut d'Etudes Politiques de Paris où il obtient un  DEA en présentant un mémoire intitulé Attentats du 16 mai 2003 au Maroc : Anatomie d'un suicide collectif. 
De retour au Maroc, il fait ses débuts dans la presse écrite, puis repart en France travailler au Conseil supérieur de l'audiovisuel tout en continuant ses activités journalistiques et en préparant une thèse, sous la direction de Gilles Kepel sur l'islamisme dans son pays. En 2013, il devient le  directeur de la rédaction du mensuel historique francophone et arabophone Zamane et en 2014, il assure la direction à la fois de la publication et de la rédaction de l'hebdomadaire généraliste francophoneTelquel, remplaçant respectivement Fahd Iraqi et Hassan Hamdani à ces postes. À partir de 2016, il anime Confidences de presse sur 2M, une émission en français et en arabe sur l'actualité marocaine. 
Dans Le Chaos syrien : Printemps arabes et Minorités face à l'islamisme de Randa Kassis et Alexandre del Valle (2015), il est cité comme un intellectuel « qui ose dire haut et fort que les musulmans doivent “dépasser leurs réflexes de défense pour affronter la part maudite de la religion” ».
En décembre 2019, Abdellah Tourabi et la journaliste Aicha Akalay sont désignés responsables du pôle communication de la Commission spéciale sur le modèle de développement. 